# Chrysler Falcon
Pour les articles homonymes, voir Falcon.
Ne doit pas être confondu avec Ford Falcon.
La Chrysler Falcon ou Chrysler Falcon by Ghia (faucon, en anglais) est une voiture de sport concept car GT coupé-cabriolet V8 du constructeur automobile américain Chrysler, présentée au salon de l'automobile de New York de 1955. 

## Histoire
Ce concept car de voiture de sport GT coupé-cabriolet est conçu par les designers Chrysler Maury Baldwin, et Virgil Exner de Ghia, sur une base de Chrysler 300 de 1955, pour concurrencer des Chevrolet Corvette C1 et Ford Thunderbird (première génération) des Big Three de l'époque,.

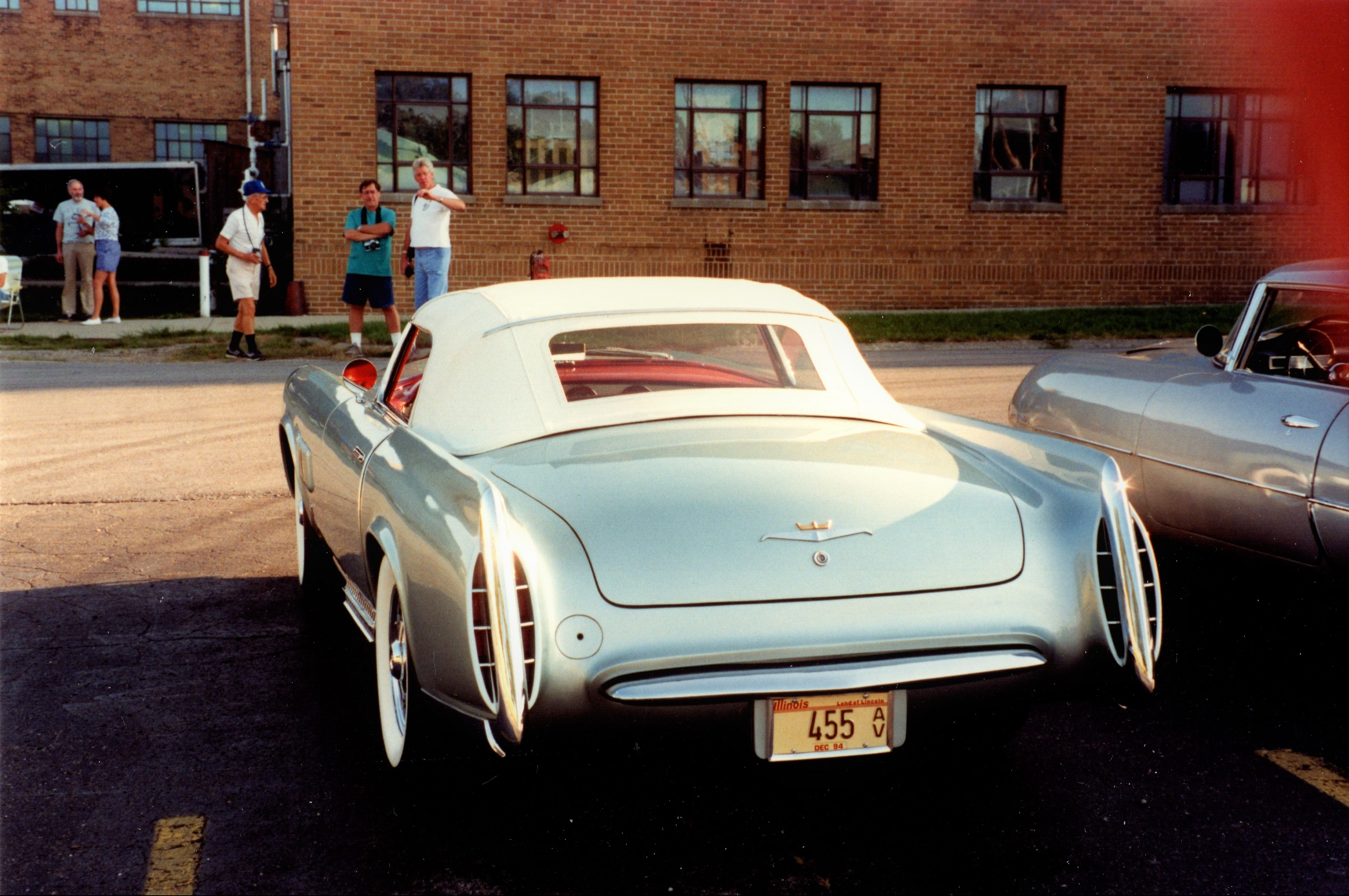

Elle est motorisée par un moteur V8 Chrysler de 4,5 L à soupapes en tête en fonte d'une puissance nominale de 170 ch et de 346 N m de couple, couplé à une transmission automatique à deux vitesses. Avec un rapport poids de 1 497 kg, il donnait à cette voiture des performances impressionnantes pour l'époque. 
Elle est construite en trois exemplaires et exposée dans divers salons de l'automobile pour la promotion de la marque. La voiture n'a jamais été mise en production, mais de nombreuses idées et éléments de style utilisés dans la Falcon seront utilisés dans d'autres modèles du groupe Chrysler. Certaines caractéristiques n'apparaîtront pas pendant de nombreuses années, comme les tuyaux d'échappement latéraux exposés qui ne seront pas utilisés dans une voiture de production du groupe Chrysler avant la Dodge Viper en 1992. 
Le nom Falcon était à l'origine destiné à être le nom de la Plymouth Valiant (1960), mais Ford a mis en vente sa Ford Falcon (1960), après que son PDG Henry Ford II en ait acquis l'autorisation. Chrysler a accepté, se précipitant pour changer le nom à la dernière minute avec un concours parmi leurs employés.
Un des trois modèles a appartenu à l'ancien Walter P. Chrysler Museum près de Détroit (Michigan), et un autre appartient au Petersen Automotive Museum de Los Angeles,.